# Armand Dumas
 (février 2024).
Pour l’article homonyme, voir Dumas.
Armand Dumas (5 août 1905-13 novembre 1963) fut un arpenteur-géomètre, ingénieur forestier et homme politique fédéral et municipal de l'Abitibi-Témiscamimgue, au Québec.

## Biographie
Né à Notre-Dame-des-Bois dans la région de l'Estrie, fils de Philippe Dumas et de Mathilde Charvin, Armand Dumas servit dans le 3e Bataillon de génie de réserve durant la Seconde Guerre mondiale. 
Au cours de l'été 1924, alors qu'il est étudiant en arpentage, Armand Dumas visite plusieurs cantons dont ceux de Bourlamaque et de Dubuisson, où naîtra le village de Val-d'Or dix ans plus tard. C'est lui qui, à travers le bois, à environ 150 du Château Inn, a tiré la ligne entre les deux cantons.  
Il entama une carrière publique en devenant échevin et maire de Malartic respectivement de 1946 à 1951 et de 1946 à 1947.
Élu député du Parti libéral du Canada dans la circonscription fédérale de Villeneuve en 1949. Créé en 1949, cette circonscription englobe les villes de Malartic, Val-d'Or et Senneterre. Réélu en 1953, 1957 et en 1958, il ne se représenta pas en 1962 pour respecter un avis médical lui recommandant de diminuer du trois quarts sa charge de travail.
Il est également à l'origine de la mine Dumagami, acquise par Agnico Eagle Mines. Une rue Armand-Dumas a été nommé à sa mémoire à Malartic.
Il meurt le 13 novembre 1963 à l'Hôpital-Notre-Dame de Montréal.